# Wolfgang Voelkner

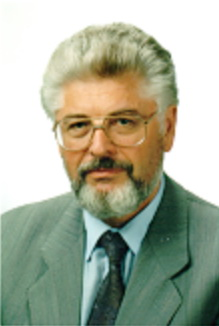
Wolfgang Voelkner

Wolfgang Voelkner (* 11. Februar 1933 in Burg (bei Magdeburg); † 12. Mai 2025 in Dresden) war ein deutscher Ingenieurwissenschaftler und Hochschullehrer.

## Leben
Wolfgang Voelkner wuchs als Halbwaise bei seiner Mutter Anna Lotte Voelkner geb. Hesse (1907–2003) in Merseburg auf. Sein Vater Kurt Herbert Voelkner (1905–1942) ist der Großcousin von Benno Voelkner und Käte Voelkner und fiel als Soldat in der Ukraine. Nach Volksschule und dem staatlichen Domgymnasium in Merseburg ging Wolfgang Voelkner 1951 als Praktikant in die Chemischen Werke Buna. 1952 nahm er ein Maschinenbaustudium an der Technischen Hochschule Dresden auf. Von 1958 bis 1968 war Wolfgang Voelkner wissenschaftlicher Mitarbeiter zunächst in der Fakultät Luftfahrtwesen, Lehrstuhl für Triebwerkstechnik, später Fakultät Technologie, Lehrstuhl für Umformtechnik an der Technischen Hochschule bzw. ab 1961 Technischen Universität Dresden.
1968 erfolgte die Promotion zum Dr.-Ing. mit dem Thema „Spannungs- und Deformationsermittlung beim Formpressen mit Grat“. Gutachter war der Inhaber des Lehrstuhls Franz Bredendick. Nach dessen Emeritierung übernahm Wolfgang Voelkner 1969 die Leitung des Lehrstuhls mit einem erweiterten Aufgabengebiet als Institut für Umformtechnik der TU Dresden. 1970 wechselte er als Abteilungsleiter ins Forschungszentrum für Umformtechnik nach Zwickau, um Erfahrungen außerhalb des universitären Bereichs zu sammeln. Ludwig Eberlein übernahm die Institutsleitung bis zur Umstrukturierung.
1974 habilitierte Wolfgang Voelkner und ging als Hochschuldozent für Umformtechnik zurück an die TU Dresden. Mit der Berufung zum ordentlichen Professor übernahm er von 1979 bis 1992 den Lehrstuhl „Fertigungstechnik/Umformprozesse und Werkzeuge“, der 1993 in die Professur für Urform- und Umformtechnik überging. Diese leitete er bis zu seiner Emeritierung 1999.
Von 1986 bis 1988 war Wolfgang Voelkner amtierender Leiter des Fachbereichs Fertigungsgestaltung. 1990 übernahm er die Direktion der damaligen Sektion für Fertigungstechnik und Werkzeugmaschinen, die in den Institutsverband Fertigungstechnik und Werkzeugmaschinen überging und dessen Sprecher er bis zur Gründung des Institutes für Produktionstechnik war.
Von 1992 bis 1994 war Wolfgang Voelkner Prodekan der Fakultät Maschinenwesen und von 1991 bis 1995 Sprecher des CIM-Technologie-Transferzentrums der TU Dresden.
Fasst man die Lebensleistung von Wolfgang Voelkner zusammen, so überzeugte seine wissenschaftliche Kreativität und interdisziplinäre Fachkompetenz durch mehr als 200 Veröffentlichungen und Patente. Er konnte die eigenen Mitarbeiter zu Höchstleistungen motivieren. Seine Aufgaben als Hochschullehrer erfüllte er immer beispielhaft. Wichtig war ihm eine vielseitige und praxisnahe Ingenieurausbildung.
Wolfgang Voelkner lebte in Dresden und war beratend am Fraunhofer-Institut für Werkzeugmaschinen und Umformtechnik tätig.
Er verstarb am 12. Mai 2025 im Alter von 92 Jahren in Dresden.

## Auszeichnungen
Für herausragende Leistungen auf dem Gebiet der Blechumformung wurde Wolfgang Voelkner von der Europäischen Forschungsgesellschaft für Blechverarbeitung e. V. (EFB) anlässlich des EFB-Kolloquiums 2001 die Erich-Siebel-Gedenkmünze verliehen. Diese höchste persönliche Auszeichnung auf dem Gebiet des Materialprüfwesens in Deutschland verleiht die Forschungsgesellschaft zusammen mit dem Deutschen Verband für Materialforschung und -prüfung e. V. (DVM) an Persönlichkeiten der Wissenschaft und Industrie, die sich durch schöpferische Leistungen im Sinne des Lebenswerkes von Erich Siebel ausgezeichnet haben. Die Ehrung erhielt Wolfgang Voelkner insbesondere für seine Bemühungen um Erhalt und Ausbau der wissenschaftlichen Kompetenz des Lehrstuhls für Urform- und Umformtechnik am Institut für Produktionstechnik der Technischen Universität Dresden nach der Wiedervereinigung der beiden deutschen Staaten.
Weiterhin ausgezeichnet wurde Wolfgang Voelkner 2005 mit dem Großen Verdienstkreuz des Verdienstordens der Bundesrepublik Deutschland für seine wissenschaftlich-technische Lebensleistung und für seine Leistungen bei der Umstrukturierung der TU Dresden nach der friedlichen Revolution im Herbst 1989. Sein Arbeitsgebiet umfasste im Bereich der Umformtechnik die Gestaltung der Fertigungsprozesse, die Werkzeuge sowie das Computer Integrated Manufacturing (CIM). Der Erfolg der nach der Wiedervereinigung neu organisierten Fakultät Maschinenwesen sowie des CIM-Technologie-Transferzentrum der TU Dresden (CIMTT) gründen sich entscheidend auf seine Arbeit.

## Schriften
- Wolfgang Voelkner. Beitrag zur theoretischen Spanungsermittlung beim Formpressen. Wissenschaftliche Zeitschrift der TU Dresden 17 (1968) 5, S. 1273–1281.
- Wolfgang Voelkner. Einige Belange der Forschung und Lehre auf dem Gebiet der Umformtechnik (Systematische, theoretische und experimentelle Beiträge zu den Objektbereichen Umformwerkstück Umformwerkzeug). Dr.sc.techn.-Dissertation. Gutachter Prof. Dr.-Ing. Franz Bredendick. TU Dresden 1974.
- Wolfgang Voelkner. Theoretische Methoden der Spannungs-, Kraft- und Arbeitsermittlung beim Umformen. Fertigungstechnik und Betrieb 25 (1975) 12, S. 739–743.
- Franz Bredendick, Wolfgang Voelkner. Grundbegriffe der Umformtechnik – ein Vorschlag zur Standardisierung. Fertigungstechnik und Betrieb 26 (1976) 4, S. 213–217.
- Wolfgang Voelkner. Prof. Dr.-Ing. Franz Bredendick – 75 Jahre. Fertigungstechnik und Betrieb 29 (1979) 11, S. 646.
- Wolfgang Voelkner. Recent Developments in Sheet Metal forming – Selected Examples I. Conferencia Nacional de confarmacao de Chapes 19. Oktober 1998 – Porto Alegre/ Brasilien
- Wolfgang Voelkner, Marco Schatz, Klaus Andresen. Visioplastische Formänderungs- und Spannungsanalyse mit in Ziehwerkzeugen integrierte Bildverarbeitung. EFB-Forschungsbericht Nr. 121 – Verlag EFB, Hannover 1999, ISBN 978-3-86776-252-6.
- Wolfgang Voelkner: Present and future developments of metal forming: selected examples. In: Journal of Materials Processing Technology. Band 106, Nr. 1-3. Elsevier B.V., 31. Oktober 2000, ISSN 0924-0136, S. 236–242, doi:10.1016/S0924-0136(00)00620-8 (englisch).
- Wolfgang Voelkner. 57. CIRP-Generalversammlung. Dresden. 19.–25. August 2007. Konferenzbericht. Zeitschrift für wirtschaftlichen Fabrikbetrieb 102 (2007) 11, S. 701–705.
- Wolfgang Voelkner, Eberhard Kunke, Katrin Nothhaft, Peter Demmel u. a.: Handbuch Umformen. Hrsg.: Hartmut Hoffmann, Reimund Neugebauer, Günter Spur. Carl Hanser Verlag, München 2012, ISBN 978-3-446-42778-5.